# Drzenin
Drzenin (do 1945 r. niem. Neuhaus) – osada w Polsce położona w województwie zachodniopomorskim, w powiecie gryfińskim, we wschodniej części gminy Gryfino. 
W latach 1975–1998 miejscowość administracyjnie należała do województwa szczecińskiego.
We wsi znajduje się dawny majątek junkierski z pałacem i parkiem, które należały do 1945 roku do rodziny Zelter. Pałac po licznych przebudowach zatracił cechy stylowe. Park założono w połowie XIX wieku, w latach 20. XX wieku powiększono go i przekomponowano. Ostatnia renowacja została przeprowadzona po 1970 roku. W parku rosną dwa stare dęby (o obw. 3,5 i 4 m), lipa (1,8), tuja (2,8) z charakterystyczną boczną odnogą, 2 czerwone buki, platan (2,8), robinie (3,3) oraz aleja lipowa z okazami do 3,1 m obwodu. Brak opieki sprawia, iż drzewa te są w złym stanie. Spotkać tu można również owocujący bluszcz.
Jezioro Czerwone położone na północny wschód od wsi jest miejscem żerowania płazów, gadów, ssaków (wydry), ptaków (orlik, myszołów, żuraw, błotniak). Po północno-zachodniej stronie Drzenina znajduje się projektowany użytek ekologiczny obejmujący dwa śródpolne jeziorka z otaczającymi je torfowiskami. Na zachód od Drzenina znajduje się projektowany użytek ekologiczny „Siecino”, który składa się z cennego przyrodniczo rozlewiska. Na południe od Drzenina zlokalizowany drugi projektowany użytek ekologiczny „Drzenińskie Mokradła”- torfowisko z potorfiami po eksploatacji, z procesami regeneracyjnymi. Tereny ciekawe ze względu na licznie tam występujące gatunki płazów i ptaków. Tereny i obiekty byłego zakładu rolnego dzierżawi prywatna spółka.
W miejscowości był przystanek kolejowy Drzenin.